# ハンガイ山脈

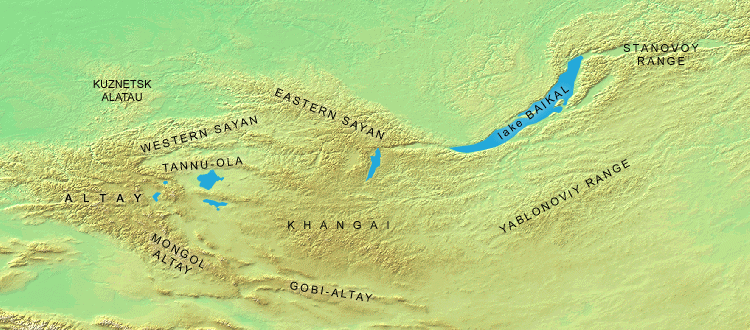
ロシア、カザフスタン、モンゴルから中国にかけての山岳

ハンガイ山脈（モンゴル文字表記：ᠬᠠᠩᠭᠠᠢ ᠶᠢᠨ
ᠨᠢᠷᠤᠭᠤ、モンゴル語:Хангайн нуруу 、中: 杭愛山、英: Khangai mountains、ハンガイ・ノロー）とは、モンゴル国中央部の山脈。モンゴルの首都ウランバートルより400kmほど西に位置する。

## 名称
ハンガイ山脈の存在は古くより知られており、テュルク(突厥)が興隆した時代にはウテュケン山と呼ばれていた。モンゴル帝国時代には『元朝秘史』では「康孩(Qangγai)」、『聖武親征録』では「抗海山」、『元史』では「杭海山」と記されており、カンガイ(ハンガイ)山という名称が広く知られるようになっていた。清代に記された『蒙古遊牧記』では「杭愛山」と音写し、「訳して橐駝(ラクダ)とも言うのは、山形がこれに似ているためである」と記載している。
本来の「ハンガイ」という単語の持つ意義は「涼しい気候の、柔らかい土壌、森林、湖沼などの豊かな山地」を意味し、ゴビ(モンゴル文字表記：ᠭᠣᠪᠢ、モンゴル語: Говь、「乾いた土地」)と対比される言葉である。また「広々とした」という形容詞としても用いられる。

## 地理
アルハンガイ県、ウブルハンガイ県、バヤンホンゴル県、ザブハン県にまたがり、特に前者二つの県の名称はハンガイ山脈に由来する(アル／ウブルは北／南の意)。主峰はザブハン県のオトゴンテンゲル山。
ザブハン川、イデル川、オルホン川、オンギ川といったモンゴル国の河川の多くがハンガイ山脈を源流としている。